# Sue Savage-Rumbaugh
Emily Sue Savage-Rumbaugh (16 agosto 1946) è una psicologa e primatologa statunitense nota soprattutto per i suoi studi di comunicazione interspecifica con il bonobo Kanzi.

## Alcune opere
- Brakke, K. E. and Savage-Rumbaugh E.S. 1995 The development of language skills in bonobo and chimpanzee: I. Comprehension. Language and Communication 2, 121-148.
- Savage-Rumbaugh, S. 1986. Ape Language: From Conditioned Response to Symbol. New York: Columbia University Press. ASIN B000OQ1WIY
- S. Savage-Rumbaugh e R. Lewin, Kanzi: The Ape at the Brink of the Human Mind, Wiley, 1994, ISBN 0-471-58591-2.
- Savage-Rumbaugh, S., Stuart G. Shanker, and Talbot J. Taylor. 2001. Apes, Language, and the Human Mind. Oxford. ISBN 019514712X